# Patricia Breccia
Patricia Breccia   (17 de setembre de 1955) és una dibuixant i historietista argentina, filla d'Alberto Breccia i germana dels també dibuixants Cristina i Enrique Breccia.
El seu estil és de traç agressiu, amb fons recarregats i abundància de detalls, i sovint reflecteix la dificultat de ser una dona independent i forta a Buenos Aires. Va debutar com a humorista gràfica i va començar a dibuixar còmics cap al 1974 a les revistes Sancho, Mediasuela i Mengano i va crear Rita i els oficis i Malvina i Cía per a la revista Humor.
Més endavant va escriure per a Superhumor. Ha estat il·lustradora de premsa i literatura infantil, i ha realitzat storyboards per a publicitat, cinema i animació.